# Філіпов Аркадій Олександрович
Аркадій Олександрович Філіпов (1903, село Єкімово Островського повіту Псковської губернії, тепер Псковської області, Російська Федерація — 1957, місто Ленінград) — радянський партійний діяч, 1-й секретар Іркутського обласного комітету ВКП(б). Депутат Верховної Ради СРСР 1-го скликання.

## Біографія
Народився в родині чорнороба. У 1918 році вступив до Комуністичної спілки молоді.
У вересні 1918 — серпні 1923 року — робітник Петроградського заводу «Красный треугольник».
Член РКП(б) з липня 1920 року.
З серпня 1923 по липень 1925 року — слухач Петроградської (Ленінградської) губернської партійної школи.
З липня 1925 по липень 1927 року — голова правління профспілкового комітету, з липня 1927 по грудень 1928 року — голова культурної комісії, у грудні 1928 — червні 1930 року — голова заводського комітету Ленінградського заводу «Красный треугольник».
У червні 1930 — серпні 1931 року — директор Ленінградського лакофарбового заводу «Красный маляр».
У серпні 1931 — квітні 1933 року — голова Нарвської районної ради професійних спілок міста Ленінграда.
У квітні 1933 — червні 1937 року — секретар партійного комітету Ленінградського суднобудівного заводу імені Жданова.
У червні — липні 1937 року — 1-й секретар Кіровського районного комітету ВКП(б) міста Ленінграда.
У липні 1937 — травні 1938 року — 2-й секретар Красноярського крайового комітету ВКП(б). Входив до складу особливої трійки, створеної за наказом НКВС СРСР від 30 липня 1937 року, брав активну участь у сталінських репресіях.
У травні 1938 — 31 січня 1939 року — в.о. 1-го секретаря, 1-й секретар Іркутського обласного комітету ВКП(б).
З січня 1939 по лютий 1940 року — директор Ярославського азбестового заводу. У лютому 1940 — березні 1943 року — директор Ленінградського азбестового заводу.
У березні 1943 — квітні 1950 року — голова виконавчого комітету Московської районної ради міста Ленінграда. У 1949 році заочно закінчив Вищу партійну школу при ЦК ВКП(б) у Ленінграді.
У жовтні 1950 року рішенням Ленінградського міського комітету ВКП(б) виключений з партії.
З квітня 1950 по квітень 1951 року — на пенсії. З квітня 1951 року — начальник зміни Ленінградського заводу грамплатівок. Рішенням Ленінградського міського комітету КПРС 19 червня 1953 року відновлений в КПРС з перервою в партстажі з жовтня 1950 по червень 1953.
Помер у місті Ленінграді в 1957 році.

## Нагороди
- орден Трудового Червоного Прапора
- орден Червоної Зірки
- медалі